# Elastica
Elastica er en rockgruppe fra Storbritannien.

## Diskografi
- Elastica (1995)
- The Menace (2000)